# Kadaga, Hassan
Kadaga là một làng thuộc tehsil Hassan, huyện Hassan, bang Karnataka, Ấn Độ.